# 奈比多國際機場
奈比都國際機場是位在緬甸首都奈比都的國際機場。2009年興建，2011年12月19日啟用。
2025年3月28日，緬甸中部地震造成機場航空交通管制塔台倒塌，導致數名航管員死亡，機場亦因此暫時關閉。

## 航空路線

### 航線
| 航空公司     | 目的地             |
| ------------ | ------------------ |
| 薩爾溫航空   | 仰光               |
| 緬甸國家航空 | 仰光、曼德勒、黑河 |
| KBZ航空      | 仰光 、黑河        |

1. ↑  . Mizzima News. 2025-03-29  [2025-03-29].